# Astragalus kunlunensis
Astragalus kunlunensis là một loài thực vật có hoa trong họ Đậu. Loài này được H. Ohba, S. Akiyama & S.K. Wu miêu tả khoa học đầu tiên năm 1995.